# Julie Newman
Julie Newman es una deportista estadounidense que compitió en biatlón. Ganó una medalla de bronce en el Campeonato Mundial de Biatlón de 1984, en la prueba de relevos.

## Palmarés internacional
| Campeonato Mundial | Campeonato Mundial | Campeonato Mundial | Campeonato Mundial |
| Año                | Lugar              | Medalla            | Prueba             |
| ------------------ | ------------------ | ------------------ | ------------------ |
| 1984               | Chamonix (Francia) | Medalla de bronce  | Relevos            |